# Jiří Václav Lízálek
Kpt. Jiří Václav Lízálek (30. prosince 1912 Košíře – 6. dubna 1945 Tunskirch) byl československým tankovým velitelem 1. československého armádního sboru padlým ve druhé světové válce.

## Život

### Před druhou světovou válkou
Jiří Václav Lízálek se narodil 30. prosince 1912 v Košířích, od roku 1922 pražské čtvrti, v rodině Františka Lízálka a Františky, rozené Brožové. Vystudoval české reálné gymnázium a poté mezi lety 1931 a 1936 Vysokou školu obchodní v Praze. Po jejím ukončení nastoupil prezenční vojenskou službu v Mladé Boleslavi, v jejímž rámci absolvoval školu pro důstojníky pěchoty v záloze. Následně byl ustanoven velitelem čety lehkých tanků v Turčianském svatém Martině a projevil zájem stát se vojákem z povolání. Ve Vyškově prodělal kurz pro aspiranty pěchoty a jezdectva a k 1. únoru 1938 byl povýšen na podporučíka. Po mnichovských událostech na podzim 1938 byl v prosinci téhož roku propuštěn z činné služby.

### Druhá světová válka
Po německé okupaci odešel Jiří Václav Lízálek v červenci 1939 ilegálně do Polska, kde se 1. srpna přihlásil do československé armády v zahraničí. Po pádu Polska v září 1939 byl internován v Sovětském svazu, během čehož působil jako učitel na Volyni. Po obsazení území německou armádou byl jedním z vůdčích osobností odbojové skupiny volyňských Čechů Blaník. Mezi únorem 1942 a říjnem 1943 pracoval jako úředník, poté byl bez zaměstnání. Po přechodu fronty se v březnu 1944 opět přihlásil do československé armády, ve které mu byla přiznána jeho původní hodnost a v květnu téhož roku byl ustanoven velitelem tankové roty, v lednu 1945 pak zástupcem velitele 2. tankového praporu. Zúčastnil se karpatsko-dukelské operace, bojů na Slovensku, bitev u Jasla a Gorlice a Ostravské operace. Padl dne 6. dubna 1945 během bojů o slezskou vesnici Tunskirch (Tworków). Pohřben byl na hřbitově u vesnice Pogrzebień, na přání manželky byly jeho ostatky 12. května 1945 převezeny do Valašského Meziříčí.

## Ocenění

### Vyznamenání
- 2x 1945 Československý válečný kříž 1939
- Řád Bílého lva za vítězství II. třídy
- 1945 Řád vlastenecké války I. třídy

### Posmrtná ocenění
- Jiří Václav Lízálek byl in memoriam povýšen nadporučíka a kapitána

## Rodina
Jiří Václav Lízálek se oženil s Ludmilou Procházkovou, která se 23. března 1944 rovněž stala příslušnicí 1. československého armádního sboru. Zprávu o narození syna Jiřího si už nestihl přečíst.